# Камена пустиња
Камена пустиња (буг. Побити камъни, "planted stones"), је пустињски камени феномен који се налази у северозападном делу Варненске области у Бугарској.

## Карактеристике
Сматра се једином пустињом у Бугарској и једном од ретких у Европи. Пустиња се састоји од пешчаних дина и неколико група природних камених формација на укупној површини од 13 км². Формације су углавном камени стубови висине од 5 до 7 m и дебљине од 0,3 до 3 метра. Стубови немају чврсте темеље. Они су шупљи и испуњени песком, и изгледају као да су заглављени у песку, по чему је овај феномен добио име. Пешчане олује и пешчана торнада такође су уобичајени у овој пустињској регији Бугарске. Камена пустиња није само позната европска туристичка атракција захваљујући својој пустињи као станишту, већ је то једно од неколико места где расте пустињски тип вегетације, попут кактуса на пример. То је такође једина пустиња у Европи у којој живе пустињски рептили и остали типови пустињских животиња. Камена пустиња заједно са пустињом Табернас у Шпанији су једине две природно формиране пустиње у читавој Европи.
Да би се очувала, Камена пустиња је означена као природна знаменитост у касним тридесетим годинама прошлог века. Постоји неколико теорија о пореклу феномена. Првобитна хипотеза може се грубо поделити у две групе: које указују или на органско или на абиотско порекло. Према првој групи, формације су резултат коралних активности (али детаљна истраживања су показала да нису корали), док друга група објашњава феномен са призматичним временским утицајем и дезертификацијом стена, које је довело до формирање бетона од песка и кречњака у касном Еоцену.
На основу геохемијске студије изотопа и теренских запажања, постоје налази да ове структуре садрже изузетно рекордан број палео-угљоводоника (ниски магнезијумско калцитни цементи су исцрпљени у тешком изотопу угљеника 13C). Динамичком реконструкцијом порекла ових структура, проучавани су процеси миграције течности и микробиолошког посредовања угљоводоничне оксидације која доводи до карбонатних падавина 2009. године.